# Gustaf Hedberg (Buchbinder)

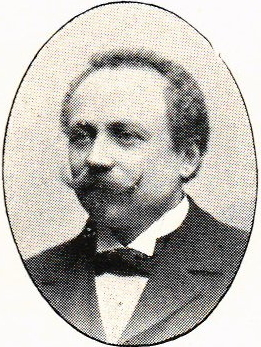
Gustaf Hedberg

Gustaf Hedberg (* 22. April 1859 in Höja, Landkreis Kristianstad; † 11. Juni 1920 in Stockholm) war ein schwedischer Buchbinder.

## Leben und Werk
Seine Eltern waren der Gärtner Jöns Persson und Johanna Jönsdotter. Hedberg erlernte seinen Beruf in Helsingborg, Stockholm (1878–1881), Paris (1881–1885) und London. Er öffnete seine eigene Werkstatt im Jahr 1886, im jetzt abgerissenen Klara-Bezirk (Klaakvarteren) von Stockholm. In erster Linie bekannt war er für die Anfertigung von Bibliotheks- und Luxuseinbänden, zum Teil in Ledermosaik mit Goldprägung, Lackleder, echtem Maroquin etc.
1889 erhielt Hedberg ein Stipendium für einen Besuch der Pariser Weltausstellung. Auf den Ausstellungen in Chicago 1893 und in Stockholm 1897 erhielt er seinen ersten Preis. Im Jahr 1901 wurde er zum Hofbuchbinder ernannt. Er unternahm auch Studienreisen nach London und Paris, von wo er neue Stile und Ornamente einführte.
Hedberg ist für seine zahlreichen bemerkenswerten Einbände im Jugendstil bekannt, die oft in Zusammenarbeit mit zeitgenössischen schwedischen Künstlern wie Olle Hjortzberg, Arthur Sjögren und Alf Wallander entstanden. Er gilt als Schwedens bedeutendster Buchbinder seiner Zeit. Auf seine Einbände wird im Antiquariatsbuchhandel oft mit dem Begriff „Hedbergeinband“ verwiesen. Ein Beispiel für Hedbergs Buchbinderkunst ist die große Büchersammlung, die die Bibliophile Carl Martin Collin 1926 der Universitätsbibliothek Lund gestiftet hat.
Hedberg war unverheiratet.